# Aldo Cerlini
Aldo Cerlini (Novellara, 21 dicembre 1880 – Roma, 21 febbraio 1961) è stato uno storico e paleografo italiano.

## Biografia
Nacque nel 1880 a Novellara in provincia di Reggio Emilia da una famiglia di origini aristocratiche.
Studiò dal 1898 al 1903 presso l'Università di Pisa. Nel frattempo aveva iniziato a scrivere nella rivista Studi storici. Seguì un corso di perfezionamento presso l'Istituto superiore di storia di Firenze fino al 1905.
Nel 1901 iniziò a lavorare presso l'Archivio di Stato di Reggio Emilia, ma - probabilmente a causa delle sue idee socialiste e del suo attivismo nei movimenti sindacali - venne prima trasferito a Milano nel 1912 e poi licenziato nel 1920. Riprese allora l'insegnamento, già svolto in precedenza in alcuni periodi, presso istituti tecnici. Si iscrisse al Partito fascista nel 1933. Nel 1934 iniziò a insegnare come libero docente all'università di Pavia, poi di Genova (dove a causa di un bombardamento subì consistenti danni agli occhi), infine con la fine della guerra a Roma, dove divenne anche direttore dell'istituto di paleografia, fino al suo ritiro nel 1951.
Morì nel 1961 a Roma.

## Opere
- (LA) Consuetudini e Statuti reggiani del secolo XIII, Milano, Ulrico Hoepli, 1933.